# Keep Your Hands Off Eizouken!
Keep Your Hands Off Eizouken! (映像研には手を出すな!?, Eizōken ni wa te o dasu na!, lett. "Non toccare il laboratorio video!") è un manga seinen scritto e disegnato da Sumito Ōwara, serializzato sulla rivista Monthly Big Comic Spirits pubblicata da Shogakukan. Il manga è stato adattato in una serie televisiva anime trasmessa dal 5 gennaio al 22 marzo 2020 su NHK General TV in Giappone e su Crunchyroll sottotitolata per il resto del mondo.
Il multiculturalismo nella rappresentazione degli studenti, che si nota all'interno della serie, è un riflesso dell'ambiente scolastico che l'autore Sumito Ōwara ha frequentato ai tempi della scuola elementare.

## Trama
La liceale Midori Asakusa adora gli anime e disegna sul suo quaderno degli schizzi da quando da bambina si trasferì nella città di Shibahama. Asakusa non ama i luoghi affollati e, per assistere a scuola a una proiezione tenuta dal club di anime (nell'adattamento animato vengono riprese alcune scene di Conan il ragazzo del futuro), chiede alla compagna di scuola Sayaka Kanamori di accompagnarla. Durante la proiezione le due ragazze incontrano Tsubame Mizusaki, popolare modella, che viene inseguita da alcune guardie del corpo, incaricate dalla sua famiglia benestante di impedire che Tsubame si unisca al club di anime. Asakusa e Kanamori aiutano Mizusaki a liberarsi degli inseguitori e finiscono per passare il pomeriggio insieme, scoprendo che Mizusaki vuole diventare un'animatrice. Kanamori pensa di poter guadagnare grazie alle abilità artistiche delle amiche e coglie quindi l'occasione per proporre l'idea di fondare un club scolastico per la ricerca e la produzione di film animati. Le tre studentesse riescono a ottenere l'autorizzazione per creare il club di ricerca video (Eizouken) e iniziano subito a lavorare a un cortometraggio animato, che intendono mostrare al consiglio studentesco, in modo da avere dei finanziamenti per la loro attività, affrontando le difficoltà che può trovare un vero studio di animazione.

## Personaggi
Midori Asakusa (浅草みどり?)
Doppiata da: Sairi Ito
Sayaka Kanamori (金森さやか?)
Doppiata da: Mutsumi Tamura
Tsubame Mizusaki (水崎ツバメ?)
Doppiata da: Misato Matsuoka
Parker Doumeki (百目鬼・パーカー?)
Doppiata da: Yumiri Hanamori
Sowande Sakaki (さかき・ソワンデ?)
Doppiata da: Mikako Komatsu
Mr. Fujimoto (藤本先生?)
Doppiato da: Kazuhiko Inoue
Ono del Robot Club (ロボ研小野?)
Doppiato da: Yūki Ono
Kobayashi del Robot Club (ロボ研小林?)
Doppiato da: Yūsuke Kobayashi
Gotō del Robot Club (ロボ研後藤?)
Doppiato da: Ryūnosuke Watanuki
Seki del Robot Club (ロボ研関?)
Doppiata da: Shiori Izawa

## Media

### Manga
Il manga ha incominciato la serializzazione il 27 luglio 2016 sulla rivista Monthly Big Comic Spirits dalla Shogakukan, successivamente la serie è stata raccolta in tankōbon. Nel 2017 il manga vince il premio Bros Comic e nel 2018 viene candidato al premio Manga Taishō, nello stesso anno viene inserito nella classifica Kono Manga ga Sugoi!
In Italia la serie è stata annunciata da Star Comics che la pubblica dal 22 settembre 2021.
| Nº | Data di prima pubblicazione | Data di prima pubblicazione | Data di prima pubblicazione | Data di prima pubblicazione |
| Nº | Giapponese                  | Giapponese                  | Italiano                    | Italiano                    |
| -- | --------------------------- | --------------------------- | --------------------------- | --------------------------- |
| 1  | 12 gennaio 2017             | ISBN 978-4-09-189296-6      | 22 settembre 2021           | ISBN 978-88-226-2616-5      |
| 2  | 12 settembre 2017           | ISBN 978-4-09-189636-0      | 17 novembre 2021            | ISBN 978-88-226-2750-6      |
| 3  | 12 giugno 2018              | ISBN 978-4-09-189887-6      | 19 gennaio 2022             | ISBN 978-88-226-2946-3      |
| 4  | 10 maggio 2019              | ISBN 978-4-09-860241-4      | 16 marzo 2022               | ISBN 978-88-226-3028-5      |
| 5  | 30 gennaio 2020             | ISBN 978-4-09-860531-6      | 18 maggio 2022              | ISBN 978-88-226-3218-0      |
| 6  | 12 ottobre 2021             | ISBN 978-4-09-861156-0      | 13 luglio 2022              | ISBN 978-88-226-3322-4      |
| 7  | 12 luglio 2022              | ISBN 978-4-09-861330-4      | 9 luglio 2024               | ISBN 978-88-226-5016-0      |
| 8  | 12 luglio 2023              | ISBN 978-4-09-861739-5      | 17 dicembre 2024            | ISBN 978-88-226-5340-6      |
| 9  | 12 dicembre 2024            | ISBN 978-4-09-863082-0      | —                           | —                           |

### Anime

Una scena tratta dalla sigla della serie animata

Logo della serie

Una serie animata, composta da 12 episodi, venne annunciata nel maggio 2019. La serie è stata prodotta dallo studio d'animazione Science Saru, Masaaki Yuasa si è occupato della regia, il character design è stato affidato a Naoyuki Asano e le musiche a Oorutaichi. La serie è stata trasmessa a partire dal 5 gennaio 2020 sulla rete televisiva giapponese NHK General TV e sul servizio video on demand Fuji TV on Demand, poche ore più tardi venne resa disponibile su Crunchyroll al di fuori del Giappone.
Le sigle di apertura e chiusura sono rispettivamente i brani Easy Breezy, del duo rap chelmico, e Namae no Nai Ao dei Kami-sama Boku ni Kizuite Shimatta. Lo stesso autore del manga Sumito Ōwara ha partecipato alla realizzazione della sigla di chiusura disegnando i personaggi che sono stati poi animati.
L'anime vince nel 2021 al Tokyo Anime Awards Festival (TAAF) il premio per la categoria anime televisivi e in occasione del 24º Japan Media Arts Festival del 2021 riceve il primo premio per la categoria animazione.

#### Episodi
| Nº | Titolo italiano Giapponese 「Kanji」 - Rōmaji                                                                     | In onda          | In onda |
| Nº | Titolo italiano Giapponese 「Kanji」 - Rōmaji                                                                     | Giapponese       |         |
| 1  | Il mondo definitivo! 「最強の世界！」 - Saikyō no Sekai!                                                          | 5 gennaio 2020   |         |
| 2  | L'Eizouken nasce col botto! 「映像研、爆誕す！」 - Eizōken, Bakutansu!                                            | 12 gennaio 2020  |         |
| 3  | Otteniamo risultati! 「実績を打ち立てろ！」 - Jisseki wo Uchitatero!                                              | 19 gennaio 2020  |         |
| 4  | Stringi forte quel machete! 「そのマチェットを強く握れ！」 - Sono Machetto wo Tsuyoku Nigire!                     | 26 gennaio 2020  |         |
| 5  | Arriva il gigante di ferro! 「鉄巨人あらわる！」 - Tetsukyojin Arawaru!                                           | 2 febbraio 2020  |         |
| 6  | L'opera va sviluppata meglio rispetto alla precedente! 「前作より進歩するべし！」 - Zensaku yori Shinposuru-beshi | 9 febbraio 2020  |         |
| 7  | Devo agire io per il mio bene! 「私は私を救うんだ！」 - Watashi wa Watashi wo Sukuunda!                           | 16 febbraio 2020 |         |
| 8  | Il grande festival di Shibahama! 「大芝浜祭！」 - Dai-Shibahama-sai!                                              | 23 febbraio 2020 |         |
| 9  | Puntate alla Comet-A! 「コメットＡを目指せ！」 - Kometto A wo Mezase!                                             | 1 marzo 2020     |         |
| 10 | Confronto tra mondi a parte! 「独自世界の対立！」 - Dokuji Sekai no Tairitsu!                                     | 8 marzo 2020     |         |
| 11 | L'esistenza di ognuno! 「それぞれの存在！」 - Sorezore no Sanzai!                                                 | 15 marzo 2020    |         |
| 12 | Grande battaglia degli UFO a Shibahama! 「芝浜ＵＦＯ大戦！」 - Shibahama Yūfō Taisen!                             | 22 marzo 2020    |         |

### Live action
Il 14 ottobre 2019 è stato annunciato che la serie avrebbe ricevuto un adattamento live action. Il film, diretto da Tsutomu Hanabusa, vede la partecipazione come protagoniste di 3 componenti del gruppo idol Nogizaka46, inizialmente previsto per la proiezione a partire dal 15 maggio 2020 in Giappone è stato posticipato al 25 settembre 2020 a causa della pandemia di COVID-19. Il film è stato preceduto da una mini serie in 6 episodi per la televisione, con lo stesso gruppo di attori del film, trasmesso dal 5 aprile 2020 su MBS.